# Hugh Fraser Stewart
Hugh Fraser Stewart (* 27. Oktober 1863 in London; † 23. Januar 1948 in Cambridge) war ein britischer Romanist und Blaise-Pascal-Spezialist.

## Leben und Werk
Stewart studierte  von 1883 bis 1886 am Trinity College (Cambridge) und schloss als Bachelor ab. Von 1886 bis 1899 wirkte er im Schulwesen in Marlborough (Wiltshire) und  Salisbury. Dann ging er nach Cambridge zurück, zuerst als Kaplan an das Trinity College, von 1907 bis 1918 als Dekan an das St John’s College (Cambridge), dann als Fellow an das Trinity College, von 1922 bis 1944 als Reader für Französisch. Ab 1919 war er auch Fellow von Eton.

## Werke

### Pascal
- The Holiness of Pascal, Cambridge 1915
  - La sainteté de Pascal, Paris 1919 (Vorwort von Émile Boutroux)
- (Hrsg.) Les Provinciales de Blaise Pascal, Manchester 1920
- The secret of Pascal, Cambridge  1941, Cambridge/New York 2011
- Pascal’s apology for religion extracted from the Pensées, Cambridge 1942, 2013
- The Heart of Pascal, Cambridge 1945
- (Hrsg. und Übersetzer)  Pascal’s Pensées with an English translation, London 1950

### Weitere Werke
- Boethius. An essay, London 1891, New York 1974
- An Intermediate Book of French Composition, London 1891
- (Hrsg.) The book of Judges, London 1899
- (Hrsg.) The book of Exodus, London 1902
- (Hrsg. mit Arthur Augustus Tilley) The Romantic Movement in French Literature, Cambridge 1910
  - The French Romanticists. An Anthology of Verse and Prose, Cambridge   1914, 1926
- (Hrsg. mit Paul Desjardins) French patriotism in the nineteenth century (1814–1833) traced in contemporary texts, Cambridge 1923
- (Hrsg. mit Arthur Augustus Tilley) The Classical Movement in French Literature, Cambridge 1923, 1935